# میز آن آبیم

لاس منیناس اثر دیه‌گو ولاسکس، توسط آندره ژید به کار گرفته شده تا تکنیک میز آن آبیم را نشان دهد.

میز آن آبیم (انگلیسی: Mise en abyme; تلفظ فرانسوی: [miz ɑ̃n‿abim]) شیوه‌ای در خلق آثار نقاشی است که هنرمند با قرار دادن تصویری در شی‌ای آیینه مانند، تصویری بی‌نهایت تکرار شونده را القا کند. در نظریه فیلم و نظریه ادبی، به این تکنیک اشاره دارد که داستان در داستان گنجانده شود. این لفظ از نشان‌شناسی گرفته شده و به‌طور لفظی به معنای «قرار دادن در هاویه (فضای بی‌انتها)» است. نخستین بار آندره ژید نویسنده فرانسوی از آن برای نقد استفاده کرد.